# 21000 L'Encyclopédie
21000 L'Encyclopédie è un asteroide della fascia principale. Scoperto nel 1987, presenta un'orbita caratterizzata da un semiasse maggiore pari a 2,5567500 UA e da un'eccentricità di 0,2346019, inclinata di 12,94771° rispetto all'eclittica.
L'asteroide è dedicato all'omonima opera dell'Illuminismo, prototipo di tutte le moderne enciclopedie.